# Vargáné Patkó Valéria
Vargáné Patkó Valéria (Gyöngyös, 1921. szeptember 23. –) magyar nemzeti labdarúgó-játékvezető. Magyarországon Németh Vilmosné után a második női futballbíró.

## Pályafutása
Férje beiratkozott a futballbírói tanfolyamra, amelyet Gyöngyösön a Lubi-házban tartottak. Maga is bement hallgatni az előadásokat. Megtetszett a feladat, az elméleti és a fizikai tesztet követően a Budapestről érkezett vizsgabiztosok 1948. július 30-án nagy nehezen – női bíróval szembeni ellenállás – átadták a vizsgát igazoló bizonyítványt. Salgótarjánban volt az első meccse. A kor követelményének megfelelően a bíró az egyik partvonal mellett futva követte az eseményeket, partbírói a másik térfeleken helyezkedtek. 1949-ben Budapestre költöztek. Bejelentkezett az MLSZ-ben, és kapott is feladatokat, két női bíróval járták a mérkőzéseket. Budapesten nem tisztelték úgy a nőt, mint vidéken, a folyamatos durvaságok, támadások miatt befejezte szolgálatát.
2011-ben kilencvenedik születésnapja alkalmából a Magyar Hírlap készített vele interjút. Ekkor ő lehetett a legidősebb élő játékvezető Magyarországon.